# Charles Marowitz
Charles Marowitz, född 26 januari 1932 i New York, död 2 maj 2014 i Agoura Hills i Kalifornien var en amerikansk teaterregissör och dramatiker.

## Biografi
Efter att ha gjort militärtjänst i Frankrike studerade Charles Marowitz vid London Academy of Music and Dramatic Art. Med början 1965 var han knuten till Royal Shakespeare Company och samarbetade med Peter Brook om dennes projekt kring grymhetens teater. 1966 regisserade han West End-premiären av Joe Ortons Loot (Stålar). 1968 grundade han den experimentella scenen Open Space Theatre i London tillsammans med producenten Thelma Holt. Denna teater ledde han tills den lades ner 1980. Då flyttade han till Los Angeles där han 1981-1989 var knuten till Los Angeles Actors’ Theatre. 1990 grundade han Malibu Stage Company som han ledde till 2002. Charles Marowitz är främst känd för att ha dekonstruerat klassiker till kollageform. Genom att låta rollfigurerna byta repliker med varandra utvann han nya betydelser ur klassikerna. Han har kallats bildstormare. Han blev mycket uppmärksammad för en serie nytolkningar av William Shakespeares dramer; Hamlet, Macbeth, Othello, The Taming of the Shrew (Så tuktas en argbigga), Measure for Measure (Lika för lika) och The Merchant of Venice (Köpmannen i Venedig); sammanförda i volymen The Marowitz Shakespeare 1978. När han 1963 satte upp Hamlet på London Academy of Music and Dramatic Art uppmärksammades han för innovationen att ha sminkat Rosencrantz och Guildensterns ena ansiktshalvor svarta så att de kunde dyka upp omärkligt mot den mörka fonden. Hans mest kända pjäs är Sherlock’s Last Case från 1974 som sattes upp på Broadway 1987 i regi av A. J. Antoon. Charles Marowitz medverkade regelbundet som skribent i The New York Times, The Times och American Theatre. Han har samlat sina tankar om teater i flera verk, däribland The Other Way: An Alternative Approach to Acting and Directing 1999 och How to Stage a Play, Make a Fortune, Win a Tony, and Become a Theatrical Icon 2005.
1967 gästregisserade han Hamlet på Folkteatern i Göteborg med Iwar Wiklander i huvudrollen och året därpå återkom han med Christopher Marlowes Doktor Faustus. 1978 satte Per Verner-Carlsson upp hans Artaud på Rodez (Artaud at Rodez) på Dramaten med titeln Vita rum och med Börje Ahlstedt i huvudrollen som Antonin Artaud. Charles Marowitz gästregisserade även i Norge vid åtta tillfällen: 1975 satte han upp Georg Büchners Woyzeck på Den Nationale Scene i Bergen där han 1978 återkom med en mycket uppmärksammad version av Henrik Ibsens Hedda Gabler med titeln Hedda och 1979 Shakespeares Troll kan temmes (Så tuktas en argbigga). 1979 regisserade han även Ibsens En folkefiende på Nationaltheatret i Oslo. 1981 satte han upp Shakespeares Like for like (Lika för lika) på Oslo Nye Teater där han 1987 även satte upp sin egen Sherlocks siste sak. 1981 regisserade han även August Strindbergs Faderen (Fadren) på Trøndelag Teater i Trondheim och 1984 satte han upp Molières Tartuffe på Teatret Vårt i Molde (regionteater för Møre og Romsdal fylke).